# Claus Christian Ahnfeldt-Mollerup
Claus Christian Ahnfeldt-Mollerup (* 11. Januar 1938 in Frederiksberg; † 6. Oktober 2009) war ein dänischer Offizier und zuletzt Generalmajor des Heeres.

## Leben
Claus Christian Ahnfeldt-Mollerup war der Sohn von Hauptmann Peder Valdemar Tøger Ahnfeldt-Mollerup (1907–1945), der als Widerstandskämpfer zum Ende der deutschen Besatzung Dänemarks beim Luftangriff auf die Gestapozentrale Kopenhagen ums Leben kam. Nach dem Besuch des Internats Herlufsholm begann er 1955 seinen Militärdienst im Heer (Hær) der Streitkräfte (Det Danske Forsvar) und absolvierte zwischen 1957 und 1959 seine Ausbildung an der Hærens Officersskole, der Offiziersschule des Heeres. Im Anschluss war er bis 1986 Angehöriger der Königlichen Leibgarde (Den Kongelige Livgarde) und unter anderem nach seiner Beförderung zum Oberstleutnant zwischen 1981 und 1983 Kommandeur des 1. Bataillons der Leibgarde. Nach einer Verwendung im Östlichen Regionalkommando (Østre Landsdelskommando) wurde er nach seiner Beförderung zum Generalmajor 1989 als Nachfolger von Generalmajor Søren Haslund-Christensen Kommandeur der Jütland-Division (Jyske Division). Zuletzt war er in einer Verwendung bei der NATO und trat 1998 in den Ruhestand. Für seine Verdienste wurde er zum Kommandeur 1. Grades des Dannebrogordens ernannt.
Aus seiner ersten Ehe mit Hanne Bolette Lippmann (* 1938) ging die Architektin Merete Ahnfeldt-Mollerup (* 1963) hervor. In zweiter Ehe war er mit Jette Ahnfeldt-Mollerup, geborene Varming (1938–2007) verheiratet.

## Weblink
- Claus Christian Ahnfeldt-Mollerup. In: gravsted.dk. Abgerufen am 15. Oktober 2023 (dänisch).